# 感応寺 (出水市)
感応寺（かんのうじ）は、鹿児島県出水市野田町下名にある臨済宗相国寺派の寺院である。山号は「鎮国山」。
写真サイトCANON iMAGE GATEWAYの日本人なら一度は訪れたい寺「名刹巡礼 古寺 100選」に選ばれた。

## 沿革
1194年（建久5年）、島津忠久の命により家臣の本田貞親が栄西を開山として創建した寺院とされる。最古の禅宗寺院の１つ。
その後、島津氏の菩提寺となり大変に栄えたが、明治2年の廃仏毀釈のおり廃寺となった。のち明治13年（1888年）に難を逃れた寺宝を元に再興された。
西側には「五廟社」とよばれる墓地があり、ここに島津忠久、島津忠時、島津久経、島津忠宗、島津貞久の島津氏初代から5代までの墓がある。

## 所蔵文化財
- 十一面千手観音像　脇侍四天王像（鹿児島県指定文化財）
文安2年（1444年）仏師、院隆より作られた最晩期の院派仏像。
- 絹本着色　雲山和尚像（鹿児島県指定文化財）　毎年4月8日のみ公開